# François-Louis Paquin
François-Louis Paquin, francoski general, * 1872, † 1961.